# 汪建民
汪建民（1968年1月23日—2024年10月7日），臺灣男藝人，知名於演出單元劇《台灣靈異事件》。

## 生平
2013年，與大他13歳的寶媽王美華公開戀情，2015年三月傳出分手。分手原因外傳正是因為「金錢觀不同」。 當時被週刊爆料，因為被朋友帶去賭場玩百家樂、麻將等，甚至賭博輸了2千萬，開始向藝人朋友借錢，他不斷拖延還錢，加上向寶媽身邊朋友借錢，令女方大感不能繼續下去而斬斷2年半戀情。
2022年，汪建民被爆欠債五百萬元失聯1個月 如今再爆欠債失聯，身邊又傳出幫忙奔波債務的女金主， 面對外界關心，仍只有已讀訊息沒有回應的狀態。
2023年6月30日，一名女網友在Dcard上爆料指控汪性侵，汪全盤否認並對該網友提出告訴。
2023年，汪建民透露罹患肺腺癌第4期，持續治療中，未料2024年8月癌細胞骨轉移，狀況未見好轉。2024年10月8日，汪建民妹妹於他個人Facebook公告，其胞兄於2024年10月7日因肺腺癌病逝，終年56歲。
2024年10月10日，汪建民家屬公佈於10月13日14時在臺北市懷愛館景行樓三樓至仁一廳為汪舉辦喪禮。據中天新聞網報導，新北市新店區青潭寶塔花園負責人無償捐贈市價約20萬元的塔位，且家屬接受捐贈。

## 戲劇演出

### 電視劇
| 首播   | 頻道             | 劇 名                                 | 飾 演                                     |
| ------ | ---------------- | ------------------------------------- | ----------------------------------------- |
| 1990   | 華視             | 媽媽萬歲                              | 丁寶明                                    |
| 1992   | 台視             | 七色橋                                | 王立山                                    |
| 1993   | 中視             | 梅花三弄-水雲間                       | 葉鳴                                      |
| 1993   | 中視             | 黃土地外的天空                        | 少康                                      |
| 1993   | 華視             | 大地勇士                              | 楊少業                                    |
| 1998   | 華視             | 周日劇場-老虎的溫柔                   | 徐家详                                    |
| 1998   | 華視             | 台灣靈異事件                          | 汪正華（綽號：鐵頭）(從碾玉觀音加入演出） |
| 2000   | 公視             | 汪洋中的一條船                        | 阿三哥（成年）                            |
| 2003   | 大愛             | 望海                                  | 蔡國富                                    |
| 2003   | TVBS             | 七年級生                              | 劉鳴                                      |
| 2005   | 大愛             | 七輩婦                                | 邱國榮                                    |
| 2005   | 大愛             | 好願年哖                              | 謝輝龍                                    |
| 2006   | 公視             | 米可，GO！                            | 陳武一                                    |
| 2006   | 華視             | 戀愛女王                              | 朱八仙                                    |
| 2007   | 大愛             | 回甘人生味                            | 柯國勇                                    |
| 2008   | 華視 緯來綜合台  | 這裡發現愛                            | 雜誌總輯                                  |
| 2008   | 大愛             | 竹音深處                              | 楊文龍                                    |
| 2008   | 八大綜合台       | 我是男子漢                            | 車前保                                    |
| 2008   | 八大綜合台 中視  | 籃球火                                | （衛冕冠軍玄武大學霸王隊教練） 紀惆       |
| 2008   | 台視 三立都會台  | 波麗士大人                            | 施一凡（大隊長）                          |
| 2009   | 八大綜合台       | 愛戀狂潮                              | 沈哲明                                    |
| 2009   | 公視             | 熱血青春                              | 鮑國安                                    |
|        | 華視             | 莒光園地- 保險絲                      |                                           |
| 2010年 | 大愛             | 幸福的青鳥                            | 醫生                                      |
| 2010年 | 民視             | 新兵日記                              | 上校旅長 劉之毅(第33集)                   |
| 2011年 | 華視             | 飛行少年                              | 張鼎（黑道大哥）                          |
| 2011年 | 大愛             | 畫人生                                | 陳雨鑫                                    |
| 2012年 | 民視             | 廉政英雄 第四單元：危險女人香         | 林文賢                                    |
| 2012年 | 大愛             | 尋找幸福的種子                        | 鄭中興                                    |
| 2012年 | 中天             | PM10-AM03                             | Kaori朋友                                 |
| 2013年 | 壹綜合           | 惡男日記                              | 林大為                                    |
| 2013年 | 中視             | 求愛365                               | 皮敬業                                    |
| 2013年 | 壹綜合           | 幸福蒲公英                            | DAVID                                     |
| 2013年 | 緯來綜合台       | 親愛的 我想告訴你                     | 王友仁                                    |
| 2014年 | 民視             | 廉政英雄 第二十五單元：再說一次，愛我 | 翁天成（謝泰源）                          |
| 2014年 | 中視             | 謊言遊戲                              | 蔣勤                                      |
| 2014年 | 八大綜合台       | 終極惡女                              | 日行者                                    |
| 2015年 | 華視             | 愛你沒條件                            | 高文正                                    |
| 2015年 | 公視             | 一把青                                | 市二女學校教官                            |
| 2016年 | 台視             | 加油！美玲                            | 輝哥                                      |
| 2016年 | 台視             | 植劇場－戀愛沙塵暴                    | 呂正興                                    |
| 2017年 | 公視             | 通靈少女                              | 黃新仁                                    |
| 2017年 | 大愛             | 我綿一家人                            | 鄭東河                                    |
| 2018年 | TVBS歡樂台       | 翻牆的記憶                            | 劉火生                                    |
| 2018年 | 大愛             | 有你陪伴                              | 陳英豪                                    |
| 2018年 | TVBS歡樂台       | 女兵日記                              | 趙建國                                    |
| 2018年 | TVBS歡樂台       | 女兵日記女力報到                      | 趙建國                                    |
| 2018年 | 公視             | 生死接線員                            | 子逸父                                    |
| 2018年 | 台視             | 艾蜜麗的五件事                        | 竇父                                      |
| 2019年 | 華視             | 最佳利益                              | 許孟雄                                    |
| 2019年 | 華視             | 莒光園地- 理財儲蓄                    |                                           |
| 2019年 | 民視             | 鏡子森林                              | 戴志文                                    |
| 2020年 | 三立都會台       | 我的青春沒在怕                        | 蔡淡煙                                    |
| 2021年 | LINE TV          | HIStory4 - 近距離愛上你               | 葉智輝                                    |
| 2021年 | 台視             | 一個屋簷下                            | 徐國雄                                    |
| 2022年 | 大愛             | 冬菊，沒問題！                        | 吳嘉裕                                    |
| 2023年 | 公視、八大戲劇台 | 最佳利益2－決戰利益                   | 許孟雄                                    |

### 電影
| 年份 | 片名       | 角色       | 導演   | 分類     |
| ---- | ---------- | ---------- | ------ | -------- |
| 2004 | 擁抱大白熊 | 趙立成     | 王小棣 | 上映電影 |
| 2019 | 第九分局   | 警界主管   | 王鼎霖 | 上映電影 |
| 2020 | 無聲       | 翁正元老師 | 柯貞年 | 上映電影 |

## 主持
| 年份 | 節目                     | 頻道       |
| ---- | ------------------------ | ---------- |
|      | 《FASHION NEWS》         | 緯來       |
|      | 《大開眼界》             | 華視       |
|      | 《顛覆地球》             | 中視       |
|      | 《明星糾察隊》           | 衛視中文台 |
|      | 《體驗大島遊》           | 中天       |
|      | 《全球新人王之明星高校》 | 東森       |

## 外部連結
- 汪建民的新浪微博
- 汪建民的Facebook專頁
- 汪建民在互联网电影资料库（IMDb）上的資料（英文）
- 汪建民在香港影庫上的簡介
- 華文影史庫 汪建民 簡介 （页面存档备份，存于）